# دوري أذربيجان الممتاز 2009–10
دوري أذربيجان الممتاز 2009–10 (بالأذرية: Azərbaycan Premyer Liqası 2009/2010)‏ هو الموسم 18 من دوري أذربيجان الممتاز. أقيم خلال الفترة 14 أغسطس 2009 وحتى 15 مايو 2010، وأشرف على تنظيمه اتحاد أذربيجان لكرة القدم، وكان عدد الأندية المشاركة فيه 12، وفاز فيه نادي إنتر باكو.